# Alegeri legislative în Germania de Vest, 1969
Al șaselea tur de alegeri parlamentare din Germania anul 1969, a avut loc în data de 28 septembrie și avea ca scop alegerea membrilor Bundestag din Germania de Vest.

## Rezultate
| Partidul                         | Numărul de voturi | Procent voturi | Locul | Locul procental |
| -------------------------------- | ----------------- | -------------- | ----- | --------------- |
| Partidul Social Democrat         | 14,065,716        | 42.7%          | 224   | 45.2%           |
| Partidul Liberal Democrat (FDP)  | 1,903,422         | 5.8%           | 30    | 6.0%            |
| Uniunea Creștin-Democrată (CDU)  | 12,079,535        | 36.6%          | 193   | 38.9%           |
| Uniunea Creștin-Socială (CSU)    | 3,115,652         | 9.5%           | 49    | 9.9%            |
| Partidul Național Democrat (NPD) | 1,422,010         | 4.3%           | 0     | 0.0%            |
| Celelalte partide                | 379,689           | 1.1%           | 0     | 0.0%            |
| Total                            | 32,966,024        | 100.0%         | 496   | 100.0%          |

## După alegeri
SPD a ales să părăsească mare coaliție cu CDU/CSU, formând o coaliție cu FDP în loc. Willy Brandt a devenit primul cancelar SPD în perioada postbelică.